# Cronos (filme)
Cronos é um filme de terror mexicano lançado em 1993. O filme foi escrito e dirigido por Guillermo del Toro, estrelado pelo veterano ator argentino Federico Luppi e pelo ator norte-americano Ron Perlman, o primeiro dos vários filmes em que del Toro, Luppi e Perlman têm participado.